# Brussels Jazz Orchestra
Pour les articles homonymes, voir BJO.

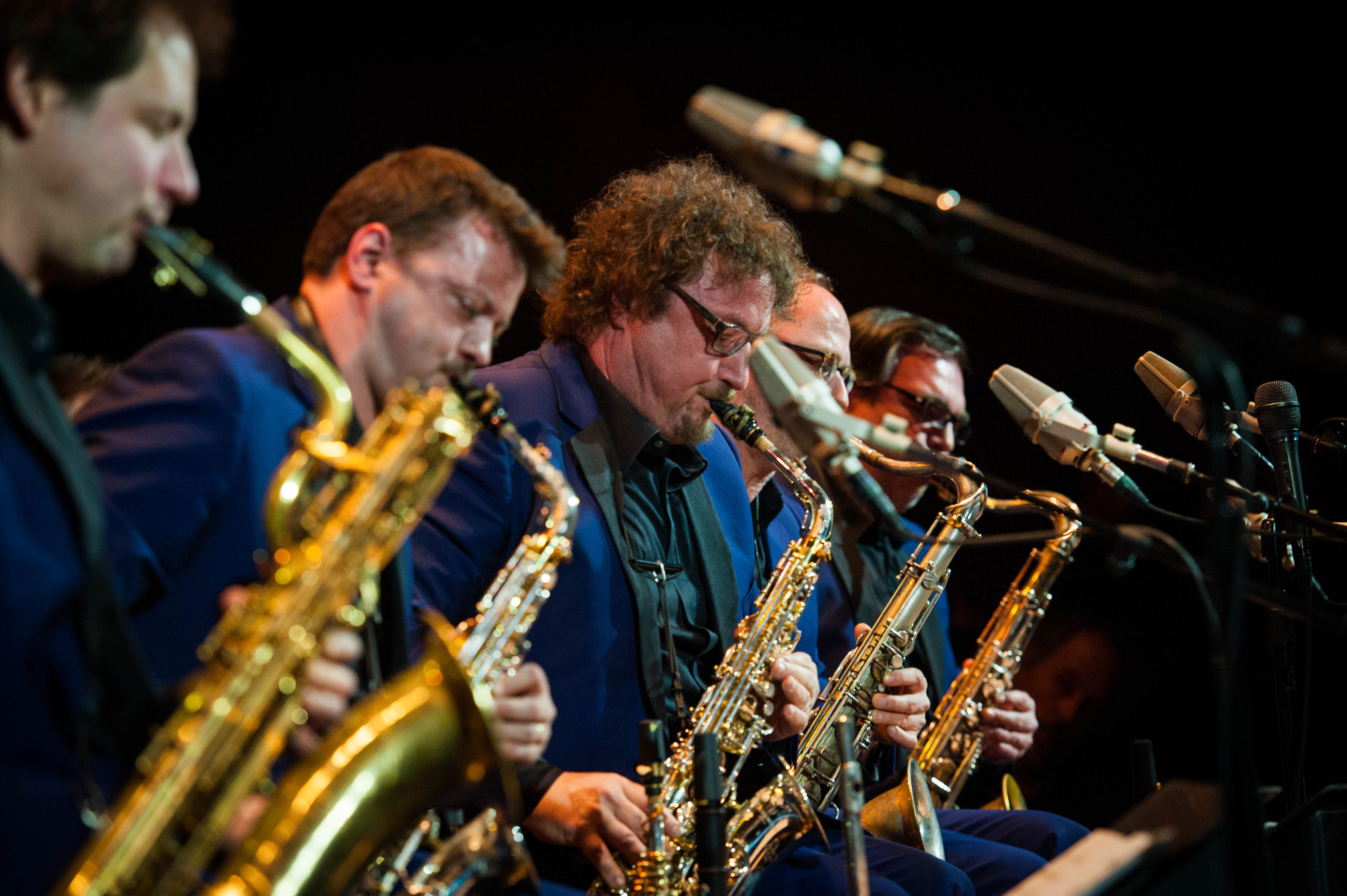
BJO au Jazz at Lincoln Center New York, mars 2015

Fondé en 1993 par le saxophoniste et compositeur Frank Vaganée, le Brussels Jazz Orchestra (BJO) est un grand orchestre de jazz basé en formation big band, basé en Belgique.
Le BJO s'est produit avec Philip Catherine,  Bert Joris, Royal Flemish Philharmonic, Tutu Puoane, Brussels Philharmonic, David Linx, Michel Herr et Richard Galliano dans ses propres productions.
L'orchestre a invité Joe Lovano (US), Maria Schneider (US), Kenny Werner (US), Dave Liebman (US), Dave Douglas (US), Gianluigi Trovesi (IT), McCoy Tyner (US), Maria João (PT), Kenny Wheeler (GB), Lee Konitz (US), Perico Sambeat, Enrico Pieranunzi (IT), Toots Thielemans, parmi d'autres.
Ses productions sont appréciées sur le plan international : 
- 2011 South African Music Award pour l'album Mama Africa dans la catégorie Best Traditional Jazz Album ;
- 2011 Zilveren Griffel aux Pays-Bas pour Vliegen tot de Hemel, avec bande sonore du BJO ;
- 2011-2012 Golden Globe, BAFTA, César et Academy Award (Oscar) pour la bande sonore du film The Artist ;
- Fin 2013, le Brussels Jazz Orchestra clôture son année-anniversaire avec deux nominations pour les Grammy Awards, avec l'album Wild Beauty, featuring Joe Lovano.

## Musiciens
- Trompettes : Serge Plume, Nico Schepers, Pierre Drevet et Jeroen Van Malderen ;
- Trombones : Marc Godfroid, Lode Mertens, Ben Fleerakkers / Frederik Heirman et Laurent Hendrick ;
- Saxophones : Frank Vaganée, Dieter Limbourg, Kurt Van Herck, Bart Defoort et Bo Van Der Werf ;
- Contrebasse : Jos Machtel ;
- Piano : Nathalie Loriers ;
- Batterie : Toni Vitacolonna.

## Discographie
- Live (1997)
- The September Sessions (1999)
- The Music Of Bert Joris (2002)
- Naked in the Cosmos - BJO play the music of Kenny Werner (2003)
- Meeting Colours - avec Philip Catherine et Bert Joris (2005)
- Countermove (2006)
- Dangerous Liaison - Bert Joris avec deFilharmonie (2006)
- Changing Faces - avec David Linx (Oct. 2007)
- The Music of Michel Herr (2008)
- Ten Years Ago - avec Richard Galliano (2008)
- Mama Africa - Tutu Puoane & BJO (2010)
- Signs and Signatures - Brussels Jazz Orchestra + Bert Joris (2010)
- Guided dream - Dave Liebman & Brussels Jazz Orchestra (2011)
- Institute of Higher Learning - Kenny Werner / Brussels Jazz Orchestra (2011)
- A Different Porgy & Another Bess - David Linx & Maria João, Brussels Jazz Orchestra (2012)
- BJO's Finest - Live! (2013)
- Wild Beauty - Sonata Suite for the Brussels Jazz Orchestra featuring Joe Lovano (2013)
- The Music of Enrico Pieranunzi - Enrico Pieranunzi, Bert Joris, Brussels Jazz Orchestra (2015)